# Thor Lindroos
Thor-Olof Rafael Lindroos, född 17 oktober 1930 i Grankulla, död 25 maj 1996 i Borgå, var en finländsk målare.
Lindroos studerade 1952–1955 vid Konstindustriella läroverket och 1955–1958 vid Finlands konstakademis skola samt 1960–1961 vid Académie Julian i Paris. Han debuterade 1966 i Paris och blev känd särskilt som landskapsmålare med motiv från Pellinge skärgård. Lindroos vistades längre perioder vid Medelhavet, bland annat på Mallorca, och målade på 1980- och 90-talen även i Afrika.
Lindroos kännetecknades av sina mjuka färger med blått som dominerande, men också bruna, grå och gröna toner. I hans tidigare produktion hörde de sensuellt målade modellstudierna av unga kvinnor till hans viktigaste motiv. Lindroos målade även beställningsporträtt och akvallerer.